# Deuteronomos ifrinaria
Deuteronomos ifrinaria är en fjärilsart som beskrevs av Charles E. Rungs 1941. Deuteronomos ifrinaria ingår i släktet Deuteronomos och familjen mätare. Inga underarter finns listade i Catalogue of Life.